# Шрейдер, Григорий Ильич
Григорий Ильич Шре́йдер (28 марта 1860 — 19 марта 1940) — российский экономист, публицист. Член партии эсеров. В 1917 году — петроградский городской голова.

## Биография

### До 1917 года
Сын управляющего имением, екатеринославского мещанина Ильи Ароновича Шрейдера (1826—1916). Образование среднее, окончил экстерном гимназию. В молодости участвовал в народовольческих кружках, занимался журналистикой, основал газету «Днепр» (позже закрытую Победоносцевым, служил в адвокатуре и в органах самоуправления (статистиком и секретарём городской управы). Был членом Партии социалистов-революционеров с начала 1900-х годов.
Переехав в Петербург, утвердился как специалист по городскому управлению и земскому хозяйству. Сотрудничал с журналом «Русское богатство». Ещё до революции 1905 основал, вместе с С. И. Юрицыным, газету «Сын отечества». Работал секретарём московского отдела «Союза освобождения». В 1906 из-за угрозы ареста эмигрировал в Италию, сначала в Неаполь и на Капри, затем в Рим. Там с 1906 по 1916 год работал редактором и корреспондентом российских журналов и газет, писал статьи о проблемах городского и земского управления, о современной политической жизни Италии, о итальянском республиканском движении, общался с Горьким, Черновым. Активно участвовал в политической и культурной жизни русской колонии в Италии.

### 1917 год
В мае 1917 года вернулся в Россию. 30 июня 1917 года гласными районных дум Шрейдер был избран временным городским головой Петрограда, а 20 августа 1917 года  на демократических выборах в органы городского самоуправления избран городским головой Петрограда.

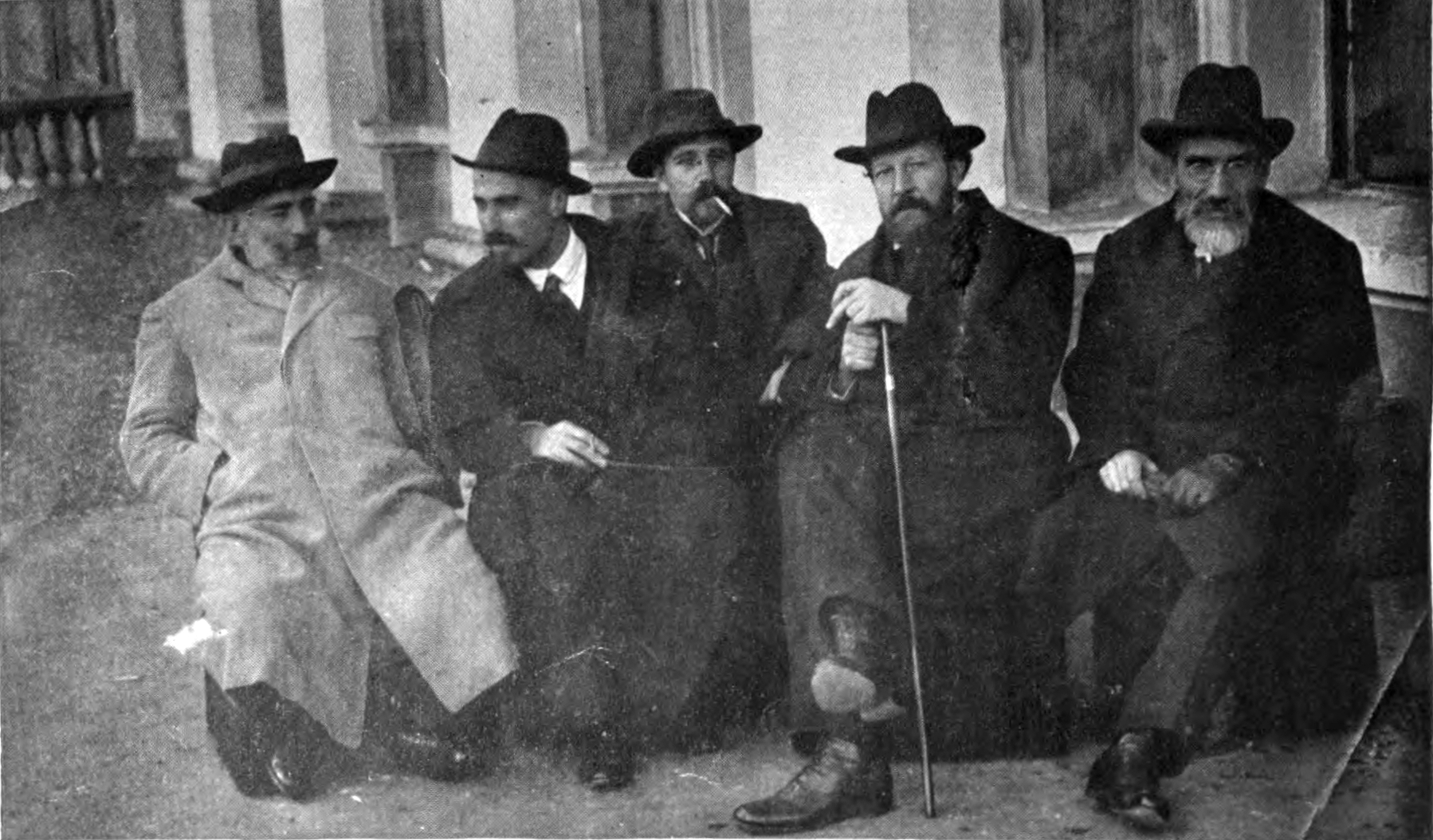
Г. Шрейдер (1-й справа) с Н. Авксентьевым, Л. Каменевым, И. Церетели и Н. Чхеидзе

В конце августа Шрейдер требовал решительного подавления мятежа, поднятого верховным главнокомандующим генералом Корниловым. В сентябре — член президиума Всероссийского демократического совещания, затем — член сформированного на совещании Демократического совета Предпарламента. Избран депутатом Учредительного собрания от Петроградского столичного избирательного округа по списку № 9 (Партия социалистов-революционеров). Участник заседания Учредительного собрания 5 января 1918 года.
24 октября Шрейдер возглавил Комитет общественной безопасности, созданный Петроградской городской думой для сопротивления  Октябрьской революции. В ноябре Шрейдер был арестован за отказ подчиниться распоряжению большевистских властей о роспуске городской думы, но вскоре освобождён.

### После 1917 года
Летом 1918 года Шрейдер организовал в Екатеринодаре Юго-восточный комитет членов Учредительного собрания. Там же редактировал газеты «Сын отечества» и «Родная земля».
В 1919 году выслан за границу по распоряжению командования Вооружённых сил юга России.
В эмиграции он остался видным деятелем партии эсеров и продолжал свою политическую и публицистическую деятельность. В Италии в мае 1919 года Шрейдер вошёл в контакт с различными итальянскими демократическими движениями, представляя ПСР. В 1920—1921 годах он принимал участие в Инициативной группе внепартийного объединения — тайной антибольшевистской организации, созданной правыми эсерами за границей. В начале 1920 Шрейдер основал социалистический еженедельник на итальянском языке «Трудовая Россия», выходивший чуть дольше года. Как член Всероссийского Учредительного Собрания Шрейдер принял участие в парижском частном Совещании Собрания 8-21 января 1921 года. В том же году Шрейдер был избран председателем Объединения российских земских и городских деятелей в Италии. Живя в Праге и в Париже, он сотрудничал в журнале «Воля России», редактировал ежемесячный журнал «Нужды деревни», а в 1928-1930 работал редактором пражского журнала «Революционная Россия». В 1927 году он руководил кабинетом местного управления Русского научного института.
Умер 19 марта 1940 года в Мёдоне. На похоронах, состоявшихся 22 марта, присутствовали и произнесли речи Виктор Чернов, Рафаил Абрамович.

## Семья
Племянник — философ и левый эсер Александр Абрамович Шрейдер, внучатый племянник — кибернетик и философ Юлий Анатольевич Шрейдер.
Жена (с 22 февраля 1882 года) — Любовь Довидовна Каневская (1857—?), екатеринославская мещанка, брак был заключён в Харькове.